# Боткина, Татьяна Евгеньевна

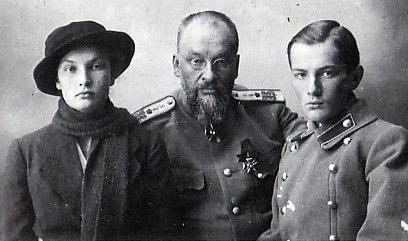
Доктор Боткин, с Татьяной и Глебом, 1918 год.

Татьяна Евгеньевна Мельник-Боткина (1898, Санкт-Петербург — 1986, Париж) — дочь лейб-медика Николая II Е. С. Боткина, автор воспоминаний о царской семье.

## Биография
Татьяна была четвертым ребёнком в семье Е. С. Боткина и его жены Ольги Владимировны. Родители развелись в 1910 году, причем право опеки над детьми перешло к отцу. Из воспоминаний Татьяны Боткиной можно узнать, что она не была очень близка к царской семье, но, тем не менее, знала её хорошо. Она познакомилась с детьми Николая II и Александры Федоровны в 1911 году, и после этого они несколько раз играли все вместе на отдыхе в Крыму. Позднее, в годы Первой мировой войны, Татьяна работала в лазарете вместе с великой княжной Анастасией.
Татьяна, её брат Глеб и их отец последовали вместе с семьей Николая II в ссылку, однако только в Тобольск. Когда Николая II переместили в Екатеринбург, Татьяна и Глеб не смогли поехать туда. На просьбу Татьяны о воссоединении с отцом в Екатеринбурге, представитель Советов на Урале Николай Родионов ей ответил: «Почему такая красивая девушка, как вы, хочет остаток жизни провести в тюрьме или быть расстреляна?» Татьяна ответила, что императорская семья не должна быть в тюрьме. Однако Родионов сказал ей, что они скорее всего будут расстреляны. Он добавил, что даже если он даст им пропуск до Екатеринбурга, то их арестуют прямо на вокзале и вышлют обратно в Тобольск, так как никто не разрешит им получить вид на жительство в Екатеринбурге. После того, как Татьяна узнала из отчета следователя Н. А. Соколова, что царь, его семья и слуги были убиты, она глубоко прониклась мыслью, что её отец умер, защищая императора.
Осенью 1918 года Боткина вышла замуж за Константина Семёновича Мельника (1893—1977), подпоручика 5-го Сибирского стрелкового полка, который был ранен в боях на Стоходе и находился на лечении в царскосельском лазарете, где и познакомился с Боткиными. 4 февраля 1917 года подпоручик Мельник представлялся императрице Александре Фёдоровне как выздоровевший от ран, а в 1918 году прибыл в Тобольск, чтобы попытаться спасти царскую семью. В 1919 году, при отступлении Восточного фронта, Мельник вывез Татьяну и ее младшего брата Глеба во Владивосток.
В 1920 году супруги отправились из Владивостока в югославский Дубровник, а через несколько лет переехали во Францию и поселились в Риве, департамент Изер. В семье было четверо детей: Татьяна, Евгений, Елена и Константин (1927—2014). Вскоре после рождения сына Татьяна Евгеньевна развелась с мужем и переехала в Ниццу, где одна воспитывала детей. Вместе с братом Глебом признавала в самозванке Анне Андерсон чудом спасшуюся великую княжну Анастасию.
Скончалась в 1986 году в Париже. Похоронена на русском кладбище Сент-Женевьев-де-Буа.

## Сочинения
- Боткина Т. Е. Воспоминания о царской семье. — Белград: Всеславянский книжный магазин М.И. Стефанович, 1921.